# Nigéria nos Jogos Olímpicos de Verão de 1984
A Nigéria competiu nos Jogos Olímpicos de Verão de 1984 em Los Angeles, Estados Unidos.

## Medalists

### Prata
- Peter Konyegwachie — Boxe, Peso pena masculin (– 57 kg)

### Bronze
- Innocent Egbunike, Rotimi Peters, Moses Ugbusien, e Sunday Uti — Atletismo, Revezamento 4x400 metros masculino

## Resultados por Evento

### Atletismo
400 metros masculino
- Sunday Uti
  - Eliminatória — 45.74
  - Quartas-de-final — 45.01
  - Semifinal — 44.83
  - Final — 44.93 (→ 6 lugar)

- Innocent Egbunike
  - Eliminatória — 46.63
  - Quartas-de-final — 45.26
  - Semifinal — 45.16
  - Final — 45.35 (→ 7º lugar)

400 metros com barreiras masculino
- Henry Amike

Revezamento 4x100 metros masculino
- Isiaq Adeyanju
- Eseme Ikpoto
- Olajidie Oyeledun
- Chidi Imoh
- Lawrence Adegbeingbe

Revezamento 4x400 metros masculino
- Sunday Uti
- Moses Ugbisien
- Rotimi Peters
- Innocent Egbunike

Salto em distância masculino
- Yusuf Alli
  - Classificatória — 7,82m
  - Final — 7,78m (→ 9º lugar)

- Jubobaraye Kio
  - Classificatória — 7,76m
  - Final — 7,57m (→ 12º lugar)

Salto triplo masculino
- Ajayi Agbebaku
  - Final — 16,67m (→ 7º lugar)

- Joseph Taiwo
- Paul Emordi

100 metros feminino
- Barbra Ingiro
  - Primeira eliminatória — 12.19s (→ não avançou)

Maratona feminina
- Ifeoma Mbanugo
  - Final — não terminou (→ sem classificação)

100 metros com barreiras feminino
- Maria Usifo

400 metros com barreiras feminino
- Maria Usifo
  - Eliminatória — 57.58
  - Semifinal — 58.55 (→ não avançou)

### Boxe
Peso galo masculino (– 54 kg)
- Joe Orewa
  - Primeira rodada — Bye
  - Segunda rodada — Derrotou Wanchai Pongsri (Tailândia), nocaute no segundo round
  - Terceira rodada — Perdeu para Héctor López (México), 1-4

Peso pena masculino (– 57 kg)
- Peter Konyegwachie
  - Primeira rodada — Bye
  - Segunda rodada — Derrotou Ali Faki (Malawi), 5-0
  - Terceira rodada — Derrotou Rafael Zuñiga (Colômbia), 4-1
  - Quartas-de-final — Derrotou Charles Lubulwa (Uganda), 5-0
  - Semifinal — Derrotou Türgüt Aykaç (Turquia), 5-0
  - Final — Perdeu para Meldrick Taylor (Estados Unidos), 0-5

Peso leve masculino (– 60 kg)
- Christopher Ossai

Peso meio-médio ligeiro masculino (– 63.5 kg)
- Charles Nwokolo

Peso meio-médio masculino (– 67 kg)
- Roland Omoruyi

Peso médio masculino (– 75 kg)
- Jerry Okorodudu

### Halterofilismo
Peso leve masculino
- Patrick Bassey

Peso meio-pesado masculino
- Emmanuel Oshomah

Peso pesado I masculino
- Oliver Orok

Peso super-pesado masculino
- Batholomew Oluoma
- Ironbar Bassey

### Lutas
Luta Livre Peso meio-médio
- Seidu Olawale

Luta Livre Peso médio
- Kally Agogo

Luta Livre Peso meio-pesado
- Macauley Appah